# ولاية البويرة
ولاية البويرة، هي ولاية جزائرية تقع في شمال البلاد تحدها شمالاً ولايتي تيزي وزو وبومرداس، جنوباً ولاية المسيلة غربا ولايتي البليدة والمدية وشرقا ولايتي برج بوعريريج وبجاية. تحمل ولاية البويرة الترقيم الولائي رقم 10.
حافظت ولاية البويره على مساحتها الأولية عندما تغير عدد الولايات الجزائرية إلى 48 ولاية وذلك في فبراير 1984.
وتسمى البويرة أيضا «توفيرست» (في اللغة الأمازيغية: Tubiret)، وأهم المعالم السياحية في ولاية البويرة هي جبال تيكجدة

## لمحة تاريخية
عرفت منطقة البويرة قديما باسم مملكة الحاز، وواجهت الغزو الروماني وعاشت تحت السيطرة العثمانية، وهو ما تشهد على وجوده عدة مواقع مثل البرج التركي، الذي يسمى حاليا درع البرج وعين. الترك على محور الطريق الوطني بجاية الجزائر العاصمة.
واجه الاختراق الاستعماري الفرنسي مقاومة شديدة من قبل السكان الخاضعين لسلطة الأمير عبد القادر، الذي أقام بشكل خاص في برج حمزة عام 1839 بصحبة نائبه أحمد بن سالم الربيسي. وكانت المنطقة مسرحا لهزيمة دوق أومالي وشهدت أيضا انتفاضة الشريف بوبغلة (1851-1855) التي امتدت من صور الغزلان وثورة المقراني.
رُفعت إلى رتبة ولاية بعد التقسيم الإداري عام 1974، وكانت تابعة لولايتي تيزي وزو و المدية.

## التضاريس

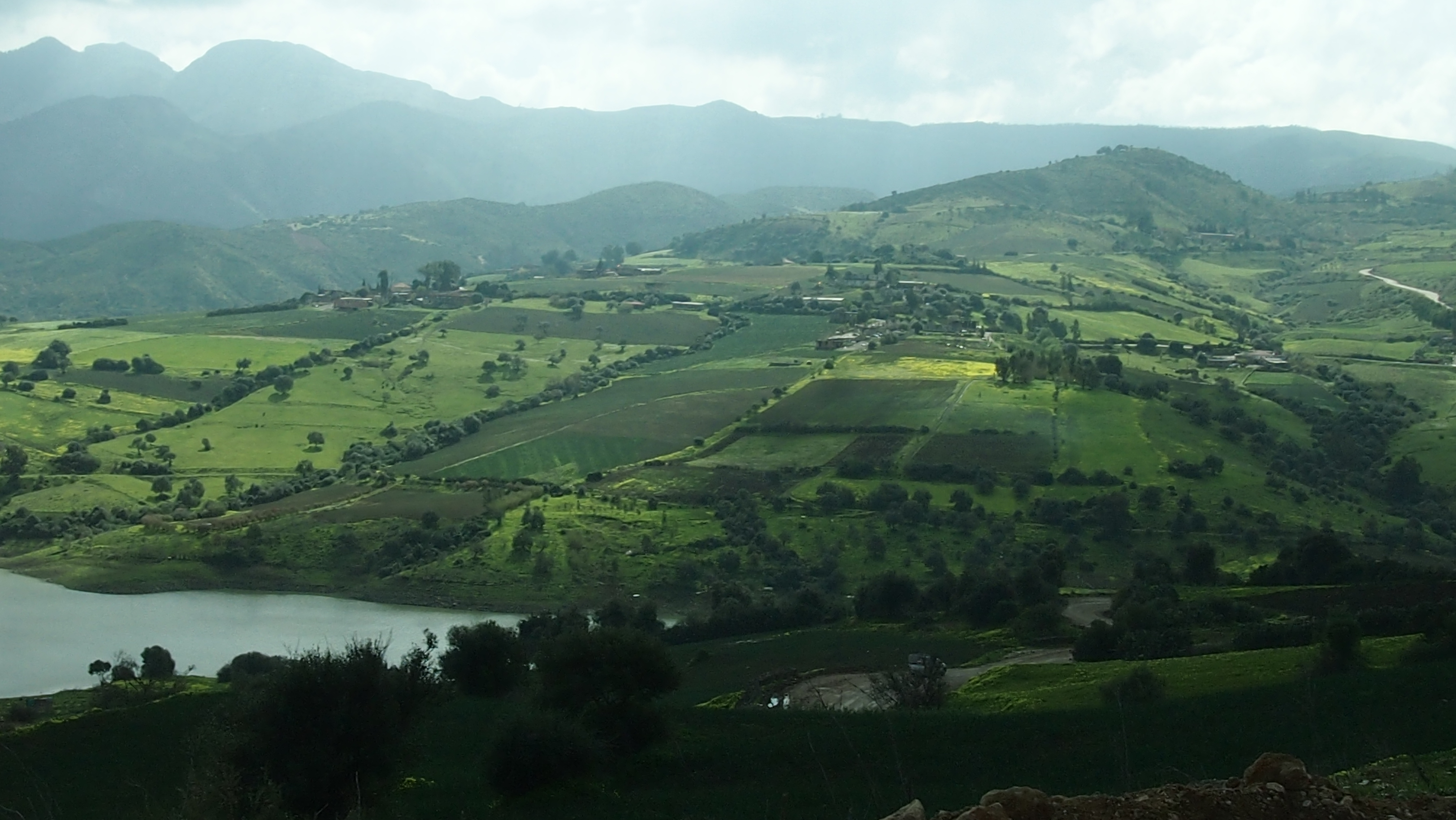
سهل البويرة

تتميز تضاريس ولاية البويرة بكونها متنوعة وتزخر بالأودية والجبال والتلال والمضائق وتتكون من خمس مساحات جغرافية هي:
1. سهل البويرة المركزي جنوب جبال الخشنة.
2. النهاية الشرقية لجبال الأطلس البليدي.
3. الجهة الجنوبية لجبال جرجرة.
4. سلسلة جبال البيبان وأعالي التضاريس الجنوبية.
5. المنخفض الجنوبي لجبال البيبان.

## المناخ
تتميز ولاية البويرة بمناخ قاري قاس في الشتاء وحار في الصيف، هذا بالنسبة إلى المناطق الجنوبية.
أما في شمال الولاية ووسطها فيسود مناخ البحر الأبيض المتوسط الذي يمتاز بشتاء ممطر ومعتدل، أما في الصيف فيمتاز بالحرارة.

## السكان
| ذكور   | فئة عمرية     | إناث   |
| ------ | ------------- | ------ |
| 1٬692  | 85 سنة وأكثر  | 1٬583  |
| 2٬199  | 80 إلى 84 سنة | 2٬103  |
| 3٬896  | 75 إلى 79 سنة | 3٬925  |
| 4٬935  | 70 إلى 74 سنة | 5٬358  |
| 6٬363  | 65 إلى 69 سنة | 6٬476  |
| 7٬063  | 60 إلى 64 سنة | 7٬217  |
| 10٬790 | 55 إلى 59 سنة | 10٬250 |
| 13٬360 | 50 إلى 54سنة  | 13٬491 |
| 15٬721 | 45 إلى 49 سنة | 15٬248 |
| 19٬308 | 40 إلى 44 سنة | 18٬988 |
| 24٬171 | 35 إلى 39 سنة | 24٬184 |
| 31٬096 | 30 إلى 34 سنة | 29٬867 |
| 39٬770 | 25 إلى 29 سنة | 37٬971 |
| 41٬900 | 20 إلى 24 سنة | 39٬952 |
| 38٬880 | 15 إلى 19 سنة | 37٬703 |
| 32٬391 | 10 إلى 14 سنة | 31٬059 |
| 27٬225 | 5 إلى 9 سنوات | 26٬008 |
| 32٬037 | 0 إلى 4 سنوات | 30٬344 |
| 397    | غير معروف     | 660    |

## التعليم الجامعي
تضم ولاية البويرة بعض من الجامعات ومؤسسات التعليم الجامعي، منها:
- جامعة محند أولحاج [2]

## السياحة

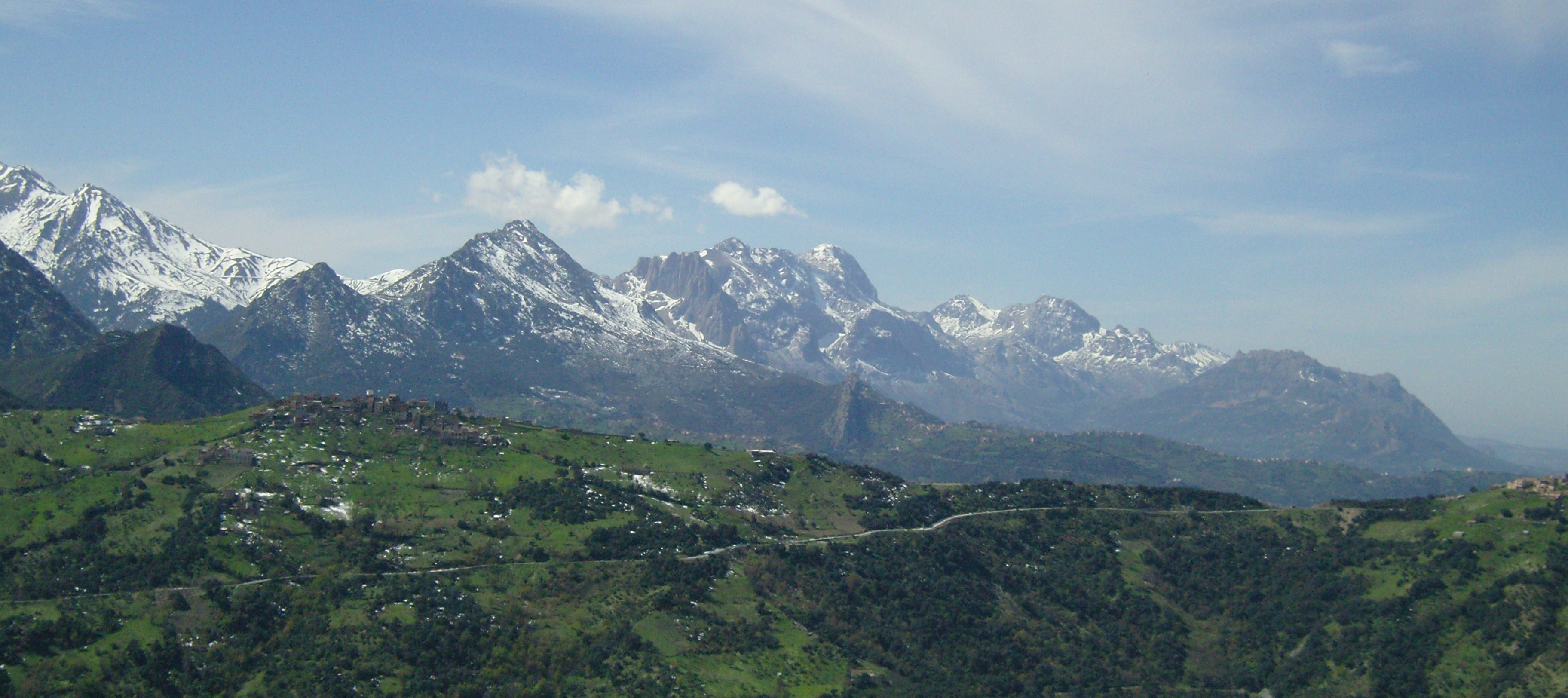
جبال تيكجدة

تعتبر ولاية البويرة من الولايات السياحية غير المستغلة مثل منطقة تيكجدة الواقعة في جبال جرجرة، وأعلى قمة فيها هي لالة خديجة التي يبلغ ارتفاعها 2 308 أمتار، والتي يقصدها السياح من كل بقاع العالم.
كما أن غابات منطقة أهل القصر تتربع على مساحات شاسعة تجذب السياح من كل مكان.
وتُعرف ولاية البويرة كذلك بالفلاحة مثل القمح حيث توجد بها أكبر طاحونة في الجزائر، كما تنتج كميات كبيرة من البطاطا.
وتزخر الولاية بعدة مؤهلات سياحية كالسياحة الجبلية التي تتصدر الواجهة لما لها من مواقع ساحرة كمنطقة تيكجدة الجبلية السياحية التي تضم ثالث أعلى قمةالواقعة في بلدية سحاريج في الجزائر 2308م.
وهنالك مناطق أخرى كجبال البيبان بالإضافة إلى تاشوين لالة ملاوة جنوب شرق أهل القصر، ويوجد بها حمام كسانة.
كما تتواجد بها بعض امتدادات سلسلة الأطلس البليدي وجبال بقاص قرب قادرية.
كما تتميز بالسياحة البيئية لما لهذه الولاية من تضاريس مختلفة مما يخولها تنوعا بيئيا هائلا بالإضافة إلى الحيوانات البرية المختلفة والعديد من النباتات.
بالإضافة إلى الموروث التقليدي للمنطقة كالصناعة التقليدية من حلي وفخار وملابس تقليدية بالإضافة إلى الموروث المعنوي المتمثل في المناسبات الدينية والأفراح والأعياد.

## الوديان

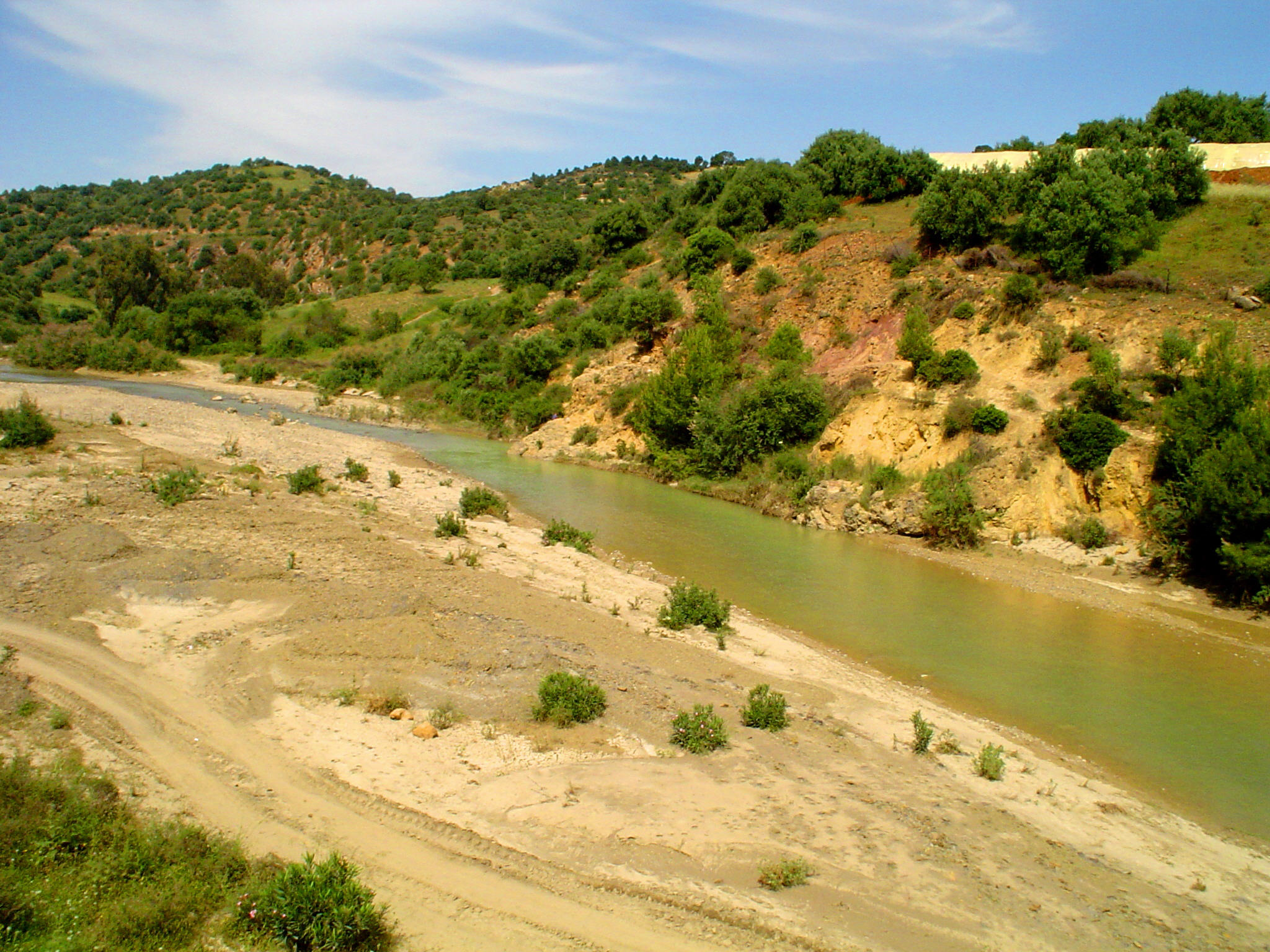
وادي يسر

يتضمن إقليم ولاية البويرة العديد من الوديان، منها:
- وادي الحميز
- وادي يسر
- وادي الساحل
- وادي الدوس
- وادي لكحل
- وادي البردي
- وادي بوعامود
- وادي سوفلات
- وادي حمام كسانة
- وادي إغزر
- وادي الخميس
- وادي سبيسي
- وادي البارد
- وادي حلوان
- وادي تاغزوت
- وادي إيزمورن
- وادي تيفتيسين
- وادي أفود
- وادي حيزر
- وادي أهل القصر
- وادي زعلالو
- وادي بني منصور

## البحيرات

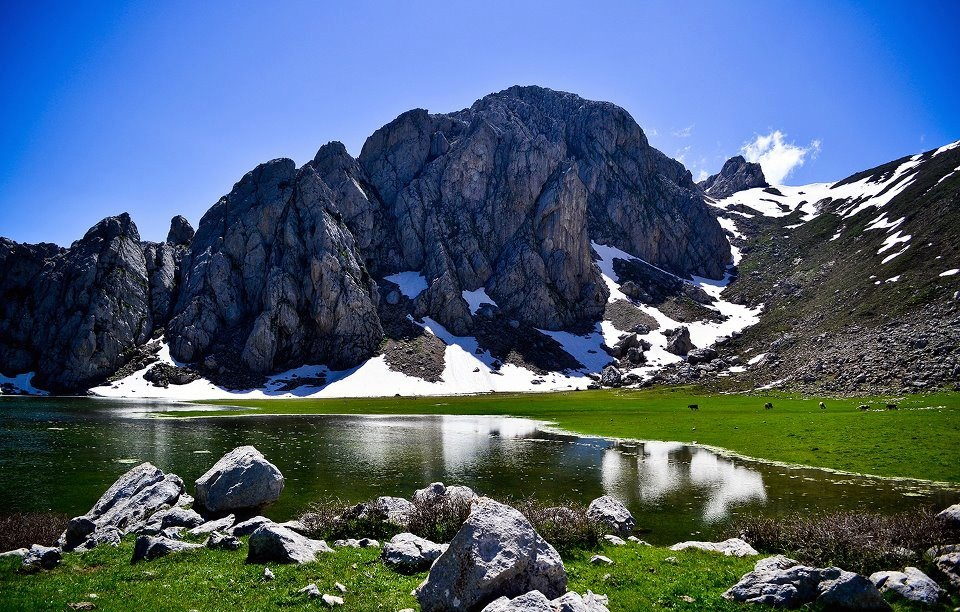
بحيرة أقولميم في تيكجدة

- بحيرة أقولميم (الإحداثيات: 36°26′48″N 4°07′13″E / 36.4465859°N 4.1202551°E).
- بحيرة الماجن (الإحداثيات: 36°28′11″N 3°46′09″E / 36.469728°N 3.7691512°E).

## الطرق الوطنية

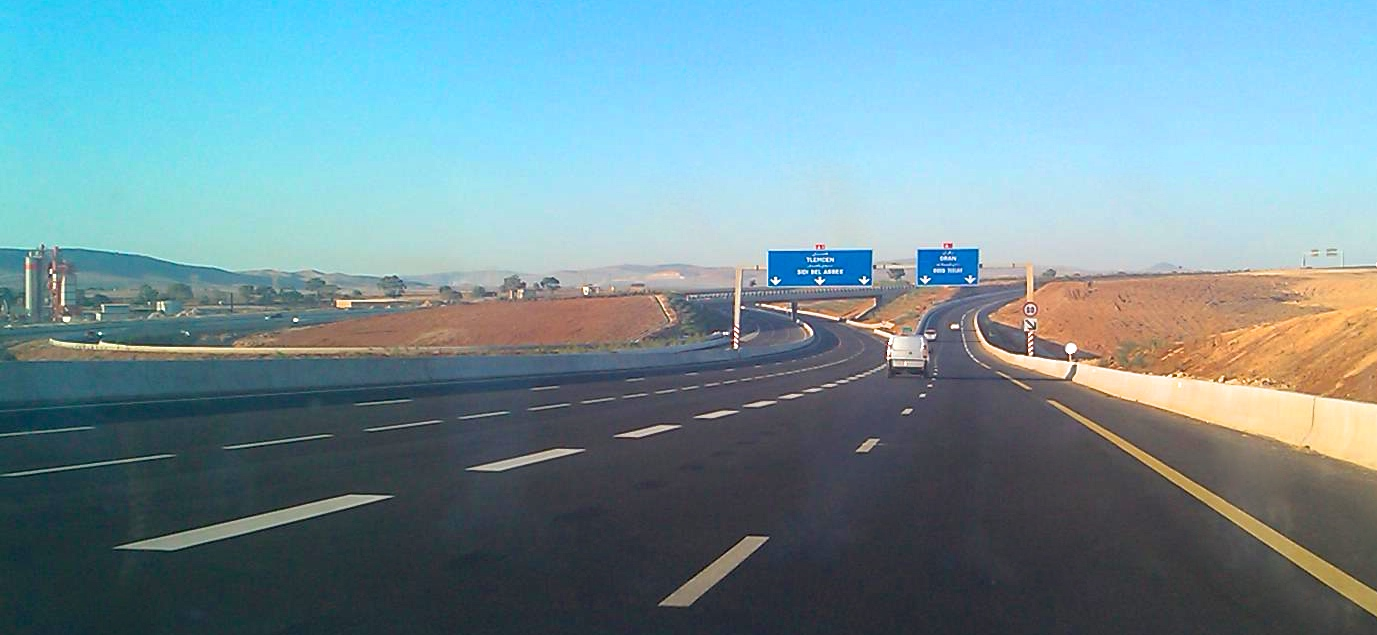
الطريق السيار غرب-شرق

تمر عبر ولاية البويرة العديد من الطرق الوطنية، منها:
- الطريق السيار غرب-شرق.
- الطريق الوطني رقم 5.
- الطريق الوطني رقم 8.
- الطريق الوطني رقم 15.
- الطريق الوطني رقم 18.
- الطريق الوطني رقم 25.
- الطريق الوطني رقم 26.
- الطريق الوطني رقم 30.
- الطريق الوطني رقم 33.
- الطريق الوطني رقم 60.
- الطريق الوطني رقم 68.
- الطريق الوطني رقم 106.

## محطات القطار

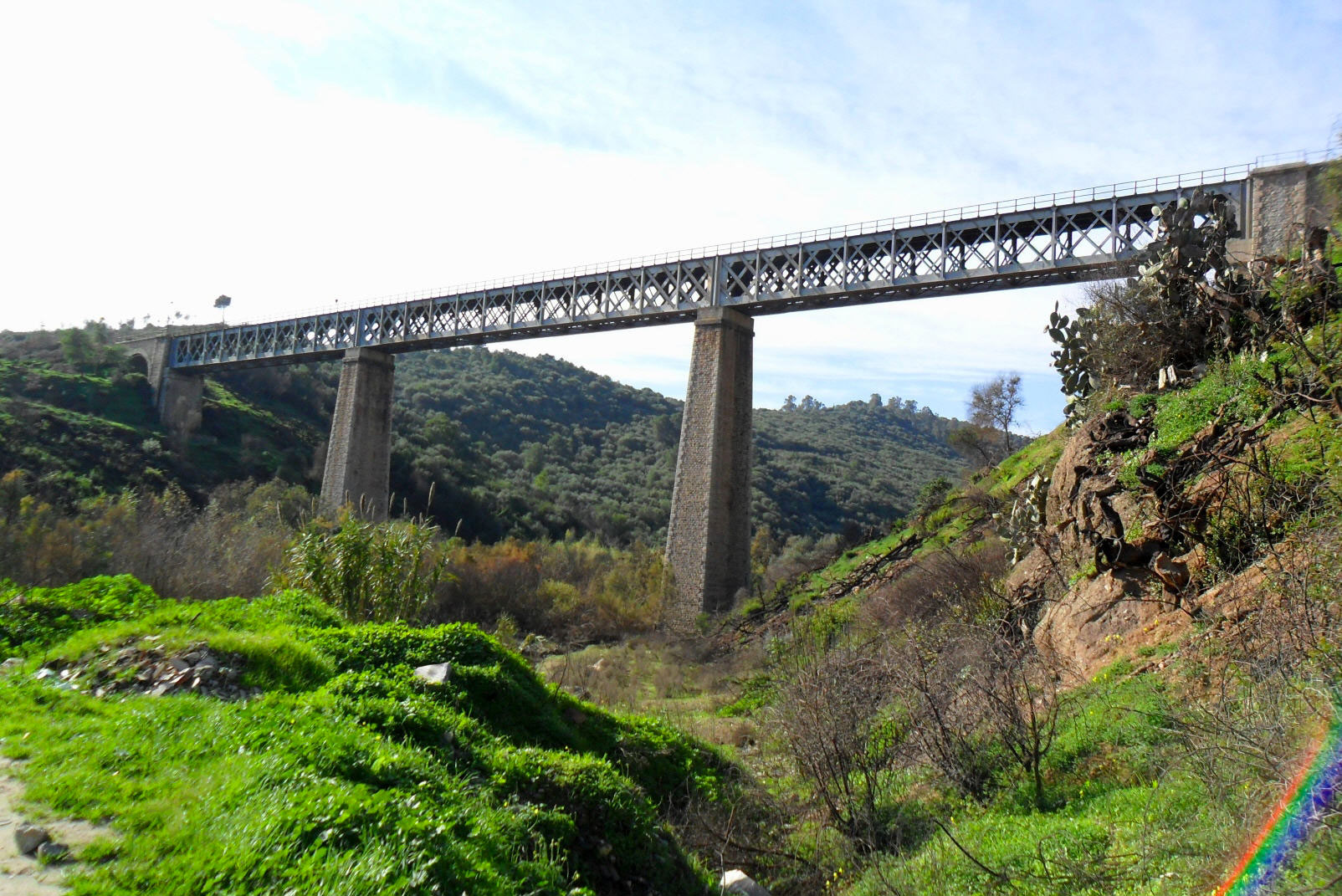
جسر قرب محطة قطار الأخضرية

تضم شبكة النقل بالسكك الحديدية في ولاية البويرة العديد من محطات القطار:
- محطة قطار الأخضرية
- محطة قطار الأصنام
- محطة قطار بشلول
- محطة قطار البويرة
- محطة قطار الحانيف
- محطة قطار العجيبية
- محطة قطار عمر
- محطة قطار قادرية

## السدود
تضم ولاية البويرة العديد من السدود، منها ثلاث سدود هامة، بالإضافة إلى الكثير من السدود الصغيرة والحواجز المائية:

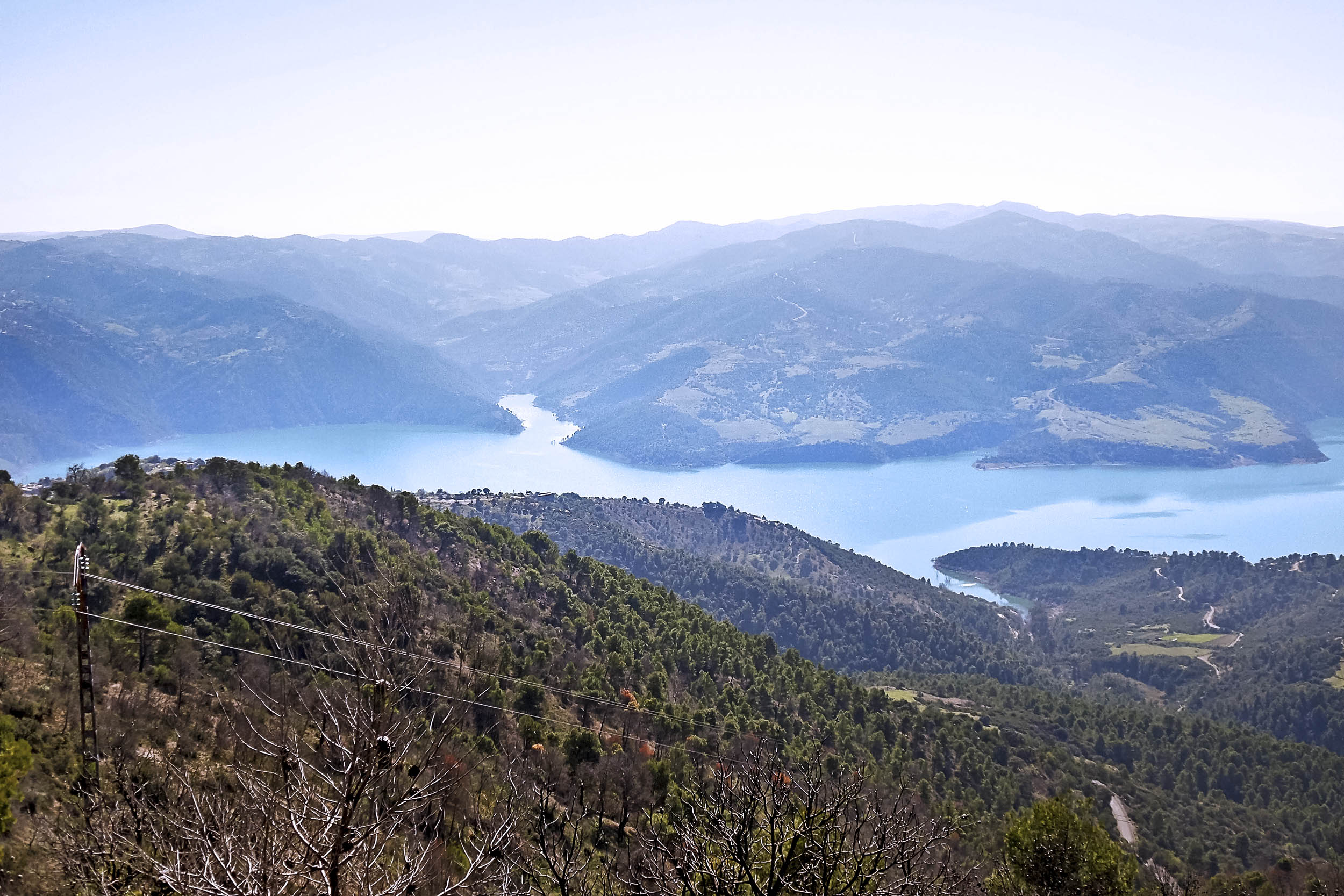
سد كدية أسردون
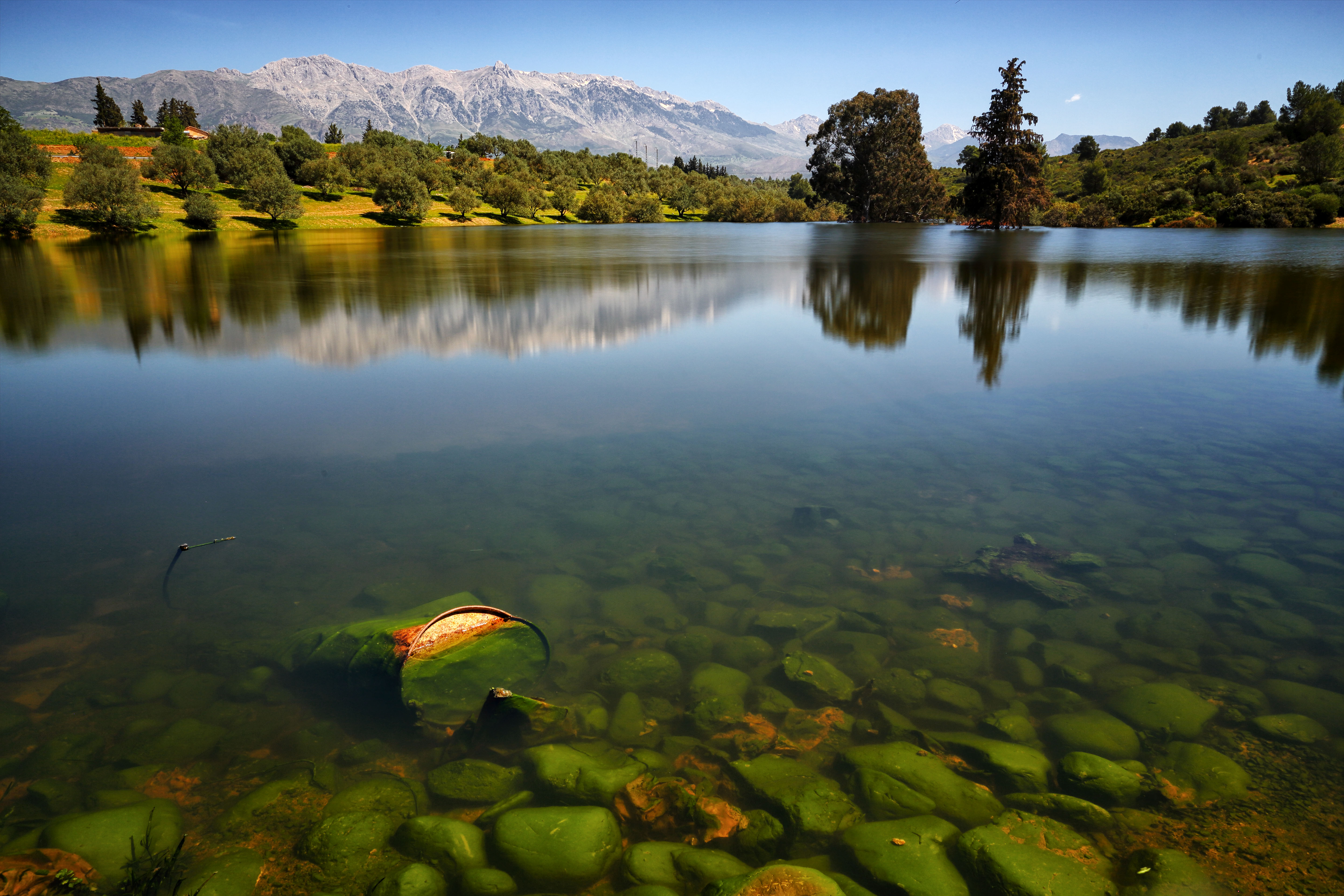
سد تيلسديت[الفرنسية]
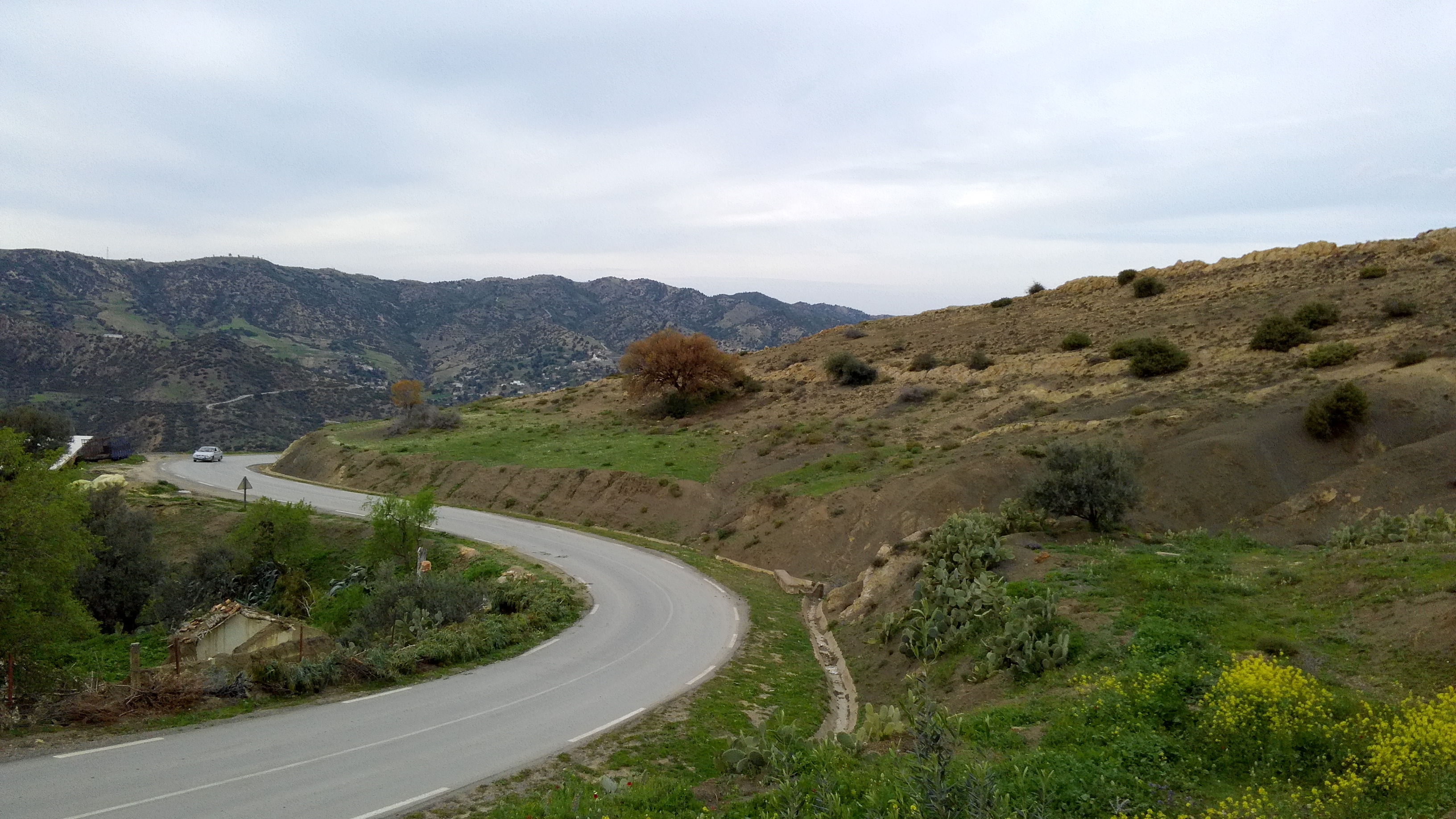
سد وادي لكحل

## المساجد

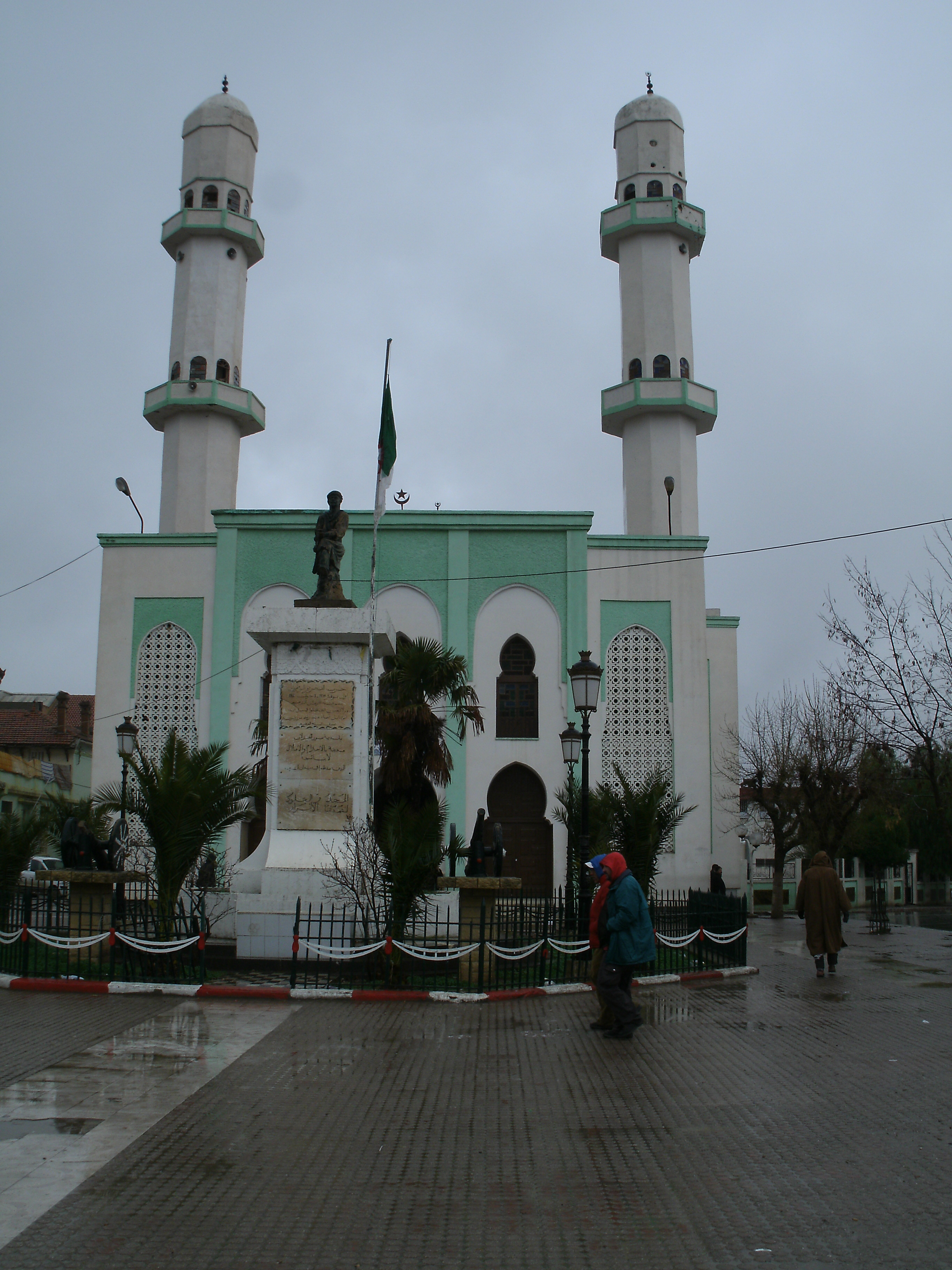
مسجد سور الغزلان

تزخر ولاية البويرة بالعديد من المساجد، منها:
- مسجد بن باديس بالبويرة.
- مسجد الأمير عبد القادر بالبويرة.
- مسجد رأس البويرة بن عبد الله بالبويرة.
- مسجدا واد هووس وليكوتاك بالبويرة.
- مسجد النصر بسور الغزلان.
- المسجد العثماني العتيق بسور الغزلان.
- مسجد الوفاء ب قادرية ولاية البويرة
- مسجد العربي التبسي ب قادرية ولاية اليويرة

## الزوايا
تزخر ولاية البويرة بالعديد من الزوايا، منها:
- "زاوية سيدي الحمامي" في معالة.
- "زاوية سيدي بوخروبة" في أولاد راشد.
- "زاوية سيدي سالم بن مخلوف" في المقراني.
- "زاوية سيدي بلعموري" في الحجرة الزرقاء.
- «زاوية سيدي خالد» بوادي البردي.
- «زاوية سيدي إسماعيل جوامع» بالبويرة.
- «زاوية قرومة».

## التظاهرات والأعياد المحلية
ينظم في ولاية البويرة ثلاثة أعياد سنوية هي:
1. "عيد رأس السنة الأمازيغية" في بداية السنة عند الأمازيغ.
2. "عيد الزيتون" في شهر يناير
3. "عيد الحصاد" في شهر يوليو

## الصناعة التقليدية وفن الطبخ

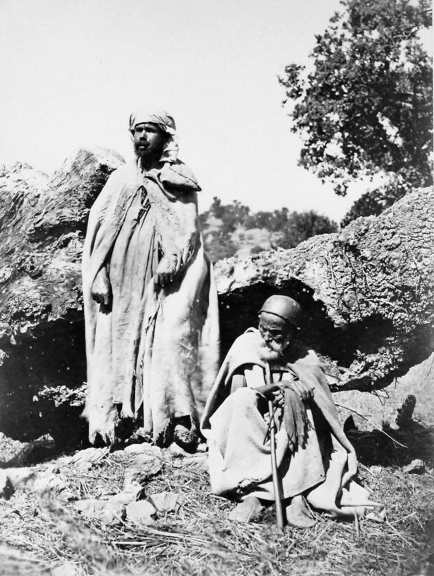
البرنوس

تشتهر ولاية البويرة بالعديد من الصناعات التقليدية والحرف اليدوية، منها:
- الفخار.
- اللباس التقليدي (فستان أهل القصر، فستان قبائلي، برنوس...)
- صناعة الحلي من ذهب وفضة.
- النسيج (زربية قرومة).
- السلال.
- نحت الحجر الأزرق.
- الكسكسي

## الصناعة
تتوفر ولاية البويرة على قطاع صناعي معتبر يمجموع 98 وحدة صناعية من بينها 13 وحدة عمومية.

## الولاة
تعاقب العديد من الولاة على ولاية البويرة منذ إنشائها في 2 جويلية 1974م من خلال المرسوم التنفيذي رقم 74-69 الذي ينظم الإقليم الوطني الجزائري في إطار واحدة وثلاثين ولاية.
| رقم | الوالي                 | البداية         | النهاية         | ولاية المولد   |
| --- | ---------------------- | --------------- | --------------- | -------------- |
| 01  | ابن يوسف بومهدي        | 17 سبتمبر 1974م | 31 أوت 1978م    |                |
| 02  | علي عسول               | 1 سبتمبر 1978م  | 31 أوت 1981م    |                |
| 03  | صالح لعوير             | 1 سبتمبر 1981م  | 7 ماي 1986م     |                |
| 04  | عبد السلام بن سليمان   | 7 ماي 1986م     | 29 جويلية 1990م |                |
| 05  | رمضان جيجلي            | 29 جويلية 1990م |                 |                |
| 06  | إبراهيم بن قايو        | 21 أوت 1991م    | 30 جوان 1994م   |                |
| 07  | نور الدين لخضر بن ناصر | 30 جوان 1994م   | 24 سبتمبر 1995م | ولاية معسكر    |
| 08  | جيلالي عرعار           | 24 سبتمبر 1995م | 22 أوت 1999م    |                |
| 09  | حسين معزوز             | 22 أوت 1999م    | 16 أوت 2001م    | ولاية تيارت    |
| 10  | عبد القادر فارسي       | 16 أوت 2001م    | 7 ماي 2008م     |                |
| 11  | علي بوقرة              | 7 ماي 2008م     | 4 مارس 2013م    |                |
| 12  | ناصر معسكري            | 4 مارس 2013م    | 5 أكتوبر 2016م  |                |
| 13  | مولود شريفي            | 5 أكتوبر 2016م  | 13 جويلية 2017م | ولاية تيزي وزو |
| 14  | مصطفى ليماني           | 13 جويلية 2017م | 2017م (حاليا)   |                |

## التقسيم الإداري

خريطة ولاية البويرة

أنشئت ولاية البويرة بموجب الأمر رقم 74/1325 المؤرخ في 2 يوليو 1974.
تتألف ولايه البويرة من 12 دائرة و 45 بلدية
- دائرة عين بسام وهي تتألف من 3 بلديات
  - عين بسام - عين العلوي - عين الحجر
- دائرة بشلول وهي تتألف من 5 بلدیات
  - بشلول - الأصنام - العجيبية - أهل القصر - أولاد راشد
- دائرة بئر غبالو وهي تتألف من 3 بلديات
  - بئر غبالو - الروراوة - الخبوزية
- دائرة برج أوخريص وهي تتألف من 4 بلديات
  - برج أوخريص - مسدور - تاقديت - الحجرة الزرقاء
- دائرة البويرة وهي تتألف من 3 بلديات
  - البويرة - عين الترك - آيت لعزيز
- دائرة الهاشمية وهي تتألف من بلديتين
  - الهاشمية - وادي البردي
- دائرة حيزر وهي تتألف من بلديتين
  - حيزر - تاغزوت
- دائرة قادرية وهي تتألف من 3 بلديات
  - قادرية - عمر - الجباحية
- دائرة الأخضرية وهي تتالف من 6 بلديات
  - الأخضرية - بوكرام - معالة - بودربالة - الزبربر - قرومة
- دائرة مشد الله وهي تتألف من 6 بلديات
  - مشد الله - الصهاريج - الشرفة - الحانيف - أغبالو - آث منصور
- دائرة سوق الخميس وهي تتألف من بلديتين
  - سوق الخميس - المقراني
- دائرة سور الغزلان وهي تتألف من 6 بلديات
  - سور الغزلان - المعمورة - ريدان - الحاكمية - الدشمية - ديرة

## نواب ولاية البويرة في المجلس الشعبي الوطني
يبلغ عدد النواب في المجلس الشعبي الوطني عن ولاية البويرة 9 نواب خلال الدورة التشريعية 2017م-2022م التي انطلقت بعد 4 مايو 2017م.
التوزع الجنسي لنواب البرلمان عن ولاية البويرة (2017م-2022م)
يتوزع نواب البرلمان عن ولاية البويرة في الدورة التشريعية 2017م-2022م وفق الجنس حسب النسب التالية:
1. النواب النساء: 3 (33.33 %).
2. النواب الرجال: 6 (66.67 %).

### التوزيع الحزبي
الانتماء الحزبي لنواب البرلمان عن ولاية البويرة (2017م-2022م)
يتوزع نواب البرلمان عن ولاية البويرة في الدورة التشريعية 2017م-2022م حسب عدة قوائم حزبية:
1. جبهة القوى الاشتراكية: 1 نائب (11.12 %).
2. جبهة التحرير الوطني: 3 نواب (33.33 %)
3. التجمع الوطني الديمقراطي: 3 نواب (33.33 %).
4. التحالف الوطني الجمهوري: 1 نائب (11.11 %).
5. حركة الوفاق الوطني: 1 نائب (11.11 %).

### القائمة الاسمية للنواب خلال العهدة التشريعية 2017م-2022م
1. جمال بلول (جبهة القوى الاشتراكية).[33]
2. فتيحة موسلي (التجمع الوطني الديمقراطي).[34]
3. نورة بوداود (جبهة التحرير الوطني).[35]
4. فريدة سي ناصر (التحالف الوطني الجمهوري).
5. الطيب حاج موسى (حركة الوفاق الوطني).
6. محمد بوحة (التجمع الوطني الديمقراطي).[34]
7. جميل العيداوي (جبهة التحرير الوطني).[35]
8. حميد عبدات (التجمع الوطني الديمقراطي).[34]
9. عمار عابد (جبهة التحرير الوطني).[35]

## الرياضة

### الملاعب
يضم إقليم ولاية البويرة العديد من ملاعب كرة القدم منها:
1. ملعب البويرة[الفرنسية].
2. الملعب الأولمبي للبويرة.

### النوادي
يضم إقليم ولاية البويرة العديد من نوادي كرة القدم، منها:
1. مولودية بلدية البويرة
2. نادي مولودية البويرة
3. اتحاد بلدية الأخضرية
4. نادي وفاق سور الغزلان

## شخصيات
- أحمد بن سالم
- بهية فراح
- محمد العيشاوي

## وصلات أخرى

### وصلات داخلية
- البويرة
- منطقة القبائل
- أمازيغ
- جبال جرجرة
- جبال الخشنة

### وصلات خارجية
- خبار بلادي.. الجزائر.. البويرة
- موقع ولاية البويرة على الإنترنت
- ahl-el-ksar.blog4ever.com منتدى خاص بمنطقة أهل القصر
- leksar-bouira.ahlamountada.com